# 西條キロク
西條キロク（さいじょう きろく、1938年4月28日 - 2012年1月7日）は、日本の作曲家。別名義に浜松雄踏がある。

## 人物
静岡県浜名郡雄踏町（現在の浜松市中央区）出身。本名は坂下喜六。
地元の河合楽器製作所に就職、ピアノ調律師を務めていた。河合楽器退職後に千葉県船橋市に居を構えて自らの事務所（さかした音工）を設立。作曲家に転身した。
森進一、天童よしみ、三沢あけみらの作品を手掛ける一方で、故郷浜松を舞台とした作品も発表。また、静岡放送ラジオで『西條キロクの部屋』という番組を1978年に始め、2010年8月まで続けていた。
2006年には静岡県浜松市の観光大使（浜松やらまいか大使）に就任、亡くなるまで務めた。
2012年1月7日、心筋梗塞のために死去。73歳没。
2012年2月4日、浜松市にて「お別れの会」が営まれた。

## 主な提供作品
- 青江三奈
  - 「ぼやき」「男と女の港町」（1986年）

- 五木ひろし
  - 「男の帰り道」（1990年）

- 金田たつえ
  - 「ソーラン挽歌」（2002年）

- 香田晋
  - 「北国」（1997年）

- 天童よしみ
  - 「黒髪」（1995年）
  - 「夜明け」（2000年）
  - 「汐騒」（2001年）
  - 「燃える恋」（2006年）

- 長保有紀
  - 「私の彼はおいも屋さん」（2006年）

- 中村美律子
  - 「女のしあわせきっと来る」（2009年）

- 西尾夕紀
  - 「ヤンザラエ」（1995年）
  - 「じょんから恋唄」（1999年）
  - 「恋に拍手を」（2000年）
  - 「おんな霧笛町」（2007年）
  - 「津軽・花いちもんめ」「湯島恋もよう」（2008年）

- 森進一
  - 「終列車」「泣いていいでしょう」（2000年）
  - 「雨の空港」「ひとり旅」（2001年）